# Fikkan Peak
Fikkan Peak är en bergstopp i Antarktis. Den ligger i Östantarktis. Australien gör anspråk på området. Toppen på Fikkan Peak är 2 648 meter över havet, eller 37 meter över den omgivande terrängen. Bredden vid basen är 1,9 km.
Terrängen runt Fikkan Peak är varierad. Trakten är obefolkad. Det finns inga samhällen i närheten.